# Скавронский, Мартын Карлович
Граф Марты́н Ка́рлович Скавро́нский (24 июня (5 июля) 1714 — 28 июня (9 июля) 1776) — племянник Екатерины I, генерал-аншеф, обер-гофмейстер, владелец обширной Славянской мызы.

## Биография
Начало дворянскому роду Скавронских положил брат императрицы Екатерины I — крестьянин, которого стали именовать Карл Самуилович Скавронский. Указом императрицы в январе 1727 года её брат Карл был возведён, с нисходящим его потомством, в графское Российской империи достоинство. Он получил от сестры-императрицы великолепный дом в Санкт-Петербурге, многочисленные поместья и денежные пожалования, звание камергера императорского двора. Мартыну Скавронскому шёл 14-й год, когда его отец стал знатным вельможей. Екатерина I особо озаботилась воспитанием детей Карла Самуиловича (Ивана и Мартына), стремясь «поставить их на такую ногу, чтобы они блестели в свете». Их воспитание было поручено академику Байеру, который должен был озаботиться о приобретении его воспитанниками «хорошего поведения и сведений в науках»; Шванвиц занимался с ними также изучением иностранных языков.
Спустя некоторое время после учреждения в Санкт-Петербурге Сухопутного Шляхетского кадетского корпуса оба брата в апреле 1732 года были зачислены в его состав. Мартын находился в нём до ноября 1736 года.
Ещё в 1735 году по доносу его слуги о том, что Скавронский говорил непристойные слова в адрес императрицы Анны Ивановны, он подвергся допросу в Тайной канцелярии. Императрица соизволила указать: «означенному графу Мартыну Скавронскому за происшедшую от него в словах важную продерзость учинить наказание, бить плетьми нещадно и по учинении того наказания оного Скавронского и людей его … из Тайной канцелярии освободить». Обстоятельства этого дела и в целом отрицательное отношение императрицы Анны Ивановны ко всем родственникам императрицы Екатерины I, по-видимому, и заставили Мартына Скавронского вступить на службу поручиком в один из армейских полков, где он и оставался в полной безвестности.
Вступление на престол 25 ноября 1741 года императрицы Елизаветы Петровны резко изменило положение графа Мартына Скавронского, её двоюродного брата. В 1742 году, после смерти брата Ивана Карловича, он остался единственным мужским представителем рода. Возможно, что этим в значительной степени объясняются те обильные отличия и награды, которые выпали на долю Скавронского за все время царствования императрицы Елизаветы Петровны. 
Чины камер-юнкера (1742), камергера (июль 1744), обер-гофмейстера, генерал-аншефа, звание генерал-адъютанта, ордена Белого орла и Св. Александра Невского, богатейшие поместья (например, село Кимры, конфискованное у графини Е. И. Головкиной) и тысячи крепостных крестьян, — все эти пожалования императрицы Елизаветы Петровны значительно выдвинули Скавронского среди богатой и родовитой русской знати. В то время в Санкт-Петербурге славилась его карета: вся отделанная снаружи стразами, она стоила 10 тыс. руб.
После смерти императрицы Елизаветы Петровны в декабре 1761 года вступивший на престол император Пётр III пожаловал своему двоюродному дяде орден Св. апостола Андрея Первозванного. В день восшествия на престол, 28 июня 1762 года, Екатерина II назначила его сенатором.
В августе 1764 году он был включён в состав верховного суда по делу Мировича; в 1767—1768 гг. был депутатом от дворянства Коломенского уезда в Комиссии для составления нового Уложения. Скончался в Санкт-Петербурге 28 июня (9 июля) 1776 года; похоронен в Благовещенской усыпальнице Александро-Невской лавры.

## Отзывы и мнения
По отзывам современников, это был некрасивый, но очень мягкий, покладистый и добрый человек. Он был далек от придворных интриг, не эксплуатировал родственных чувств императрицы и хорошо умел ладить с людьми. За это он был «ласкаем» и при дворе Елизаветы Петровны, и при дворе Петра III, и при дворе Екатерины II. 
Его характеризует и то, что в своем завещании, составленном за несколько дней до смерти, Скавронский, сам родившийся крестьянином, выказывал заботу о своих крепостных: «что касается до людей и крестьян — главное мое было попечение содержать их добропорядочно и не отягощать непомерною службою и поборами».

## Семья
В 1754 году Скавронский, по особому настоянию императрицы, вступил в брак с Марией Николаевной (1732—1805), дочерью тайного советника барона Н. Г. Строганова, принесшей ему большое приданое. Свадьба отпразднована очень пышно в присутствии самой императрицы и всего двора. В 1756 г. она получила придворное звание статс-дамы, а в 1797 г. удостоена ордена Св. Екатерины 1-й степени. Они имели трёх детей:
- Елизавета (1755—1767);
- Павел (1757—1793), тайный советник, действительный камергер, Посланник при Неаполитанском дворе;
- Пётр (1758—?), прапорщик лейб-гвардии Преображенского полка.